# Żegluga Gdańska

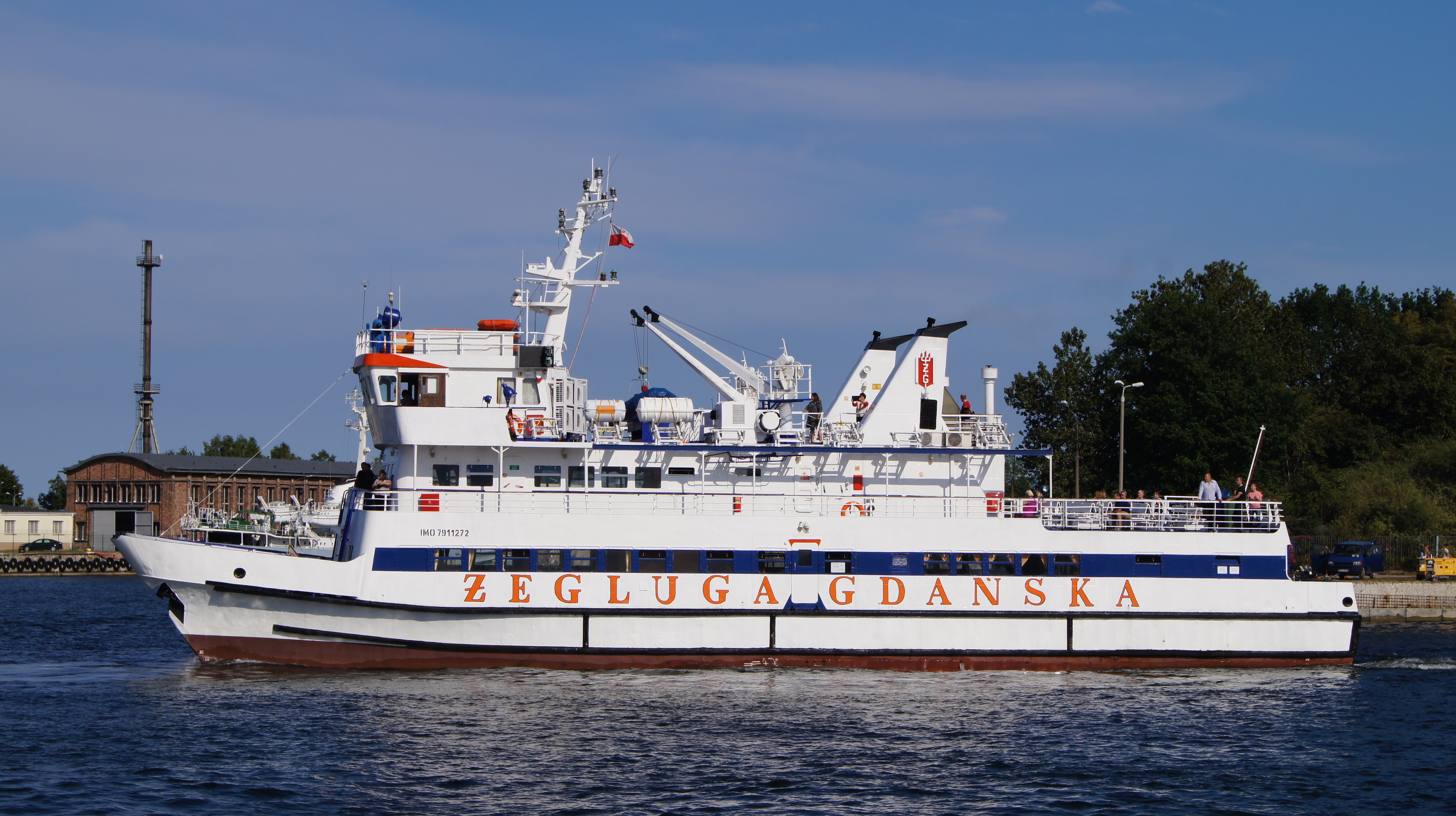
Katamaran Typ KP-2

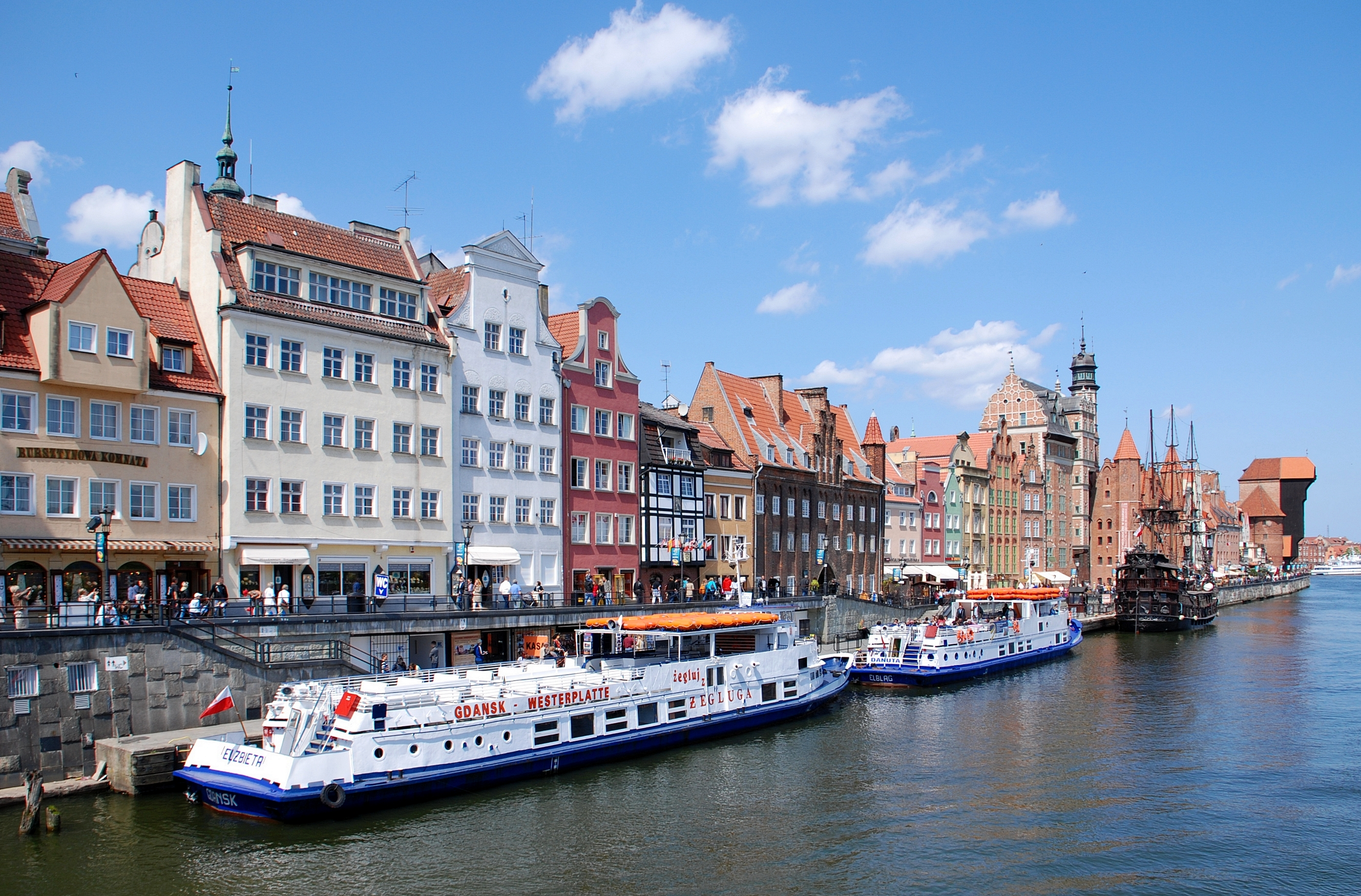
Typ SPJD (Danzig–Westerplatte)

Die Żegluga Gdańska (ZG) ist eine polnische Reederei mit Sitz in Danzig und die größte polnische Reederei in der Küstenschifffahrt.

## Geschichte
Das Unternehmen „Gryf Żegluga Przybrzeżna“ mit Sitz in Danzig wurde am 27. Juni 1946 durch die Stadtverwaltungen von Danzig, Gdynia und Stettin gegründet. Der erste Liniendienst in der Danziger Bucht wurde im Sommer 1947 eröffnet. Im Jahr 1948 gab es in der Sommersaison neun Linien, die von elf Schiffen bedient wurden. Auf Anordnung des Schifffahrtsministers wurde das Unternehmen Anfang 1949 in die staatliche Reederei „Żegluga Przybrzeżna“ umgewandelt. Vier Jahre später wurde es mit einem ähnlichen Unternehmen in Stettin zur „Polska Żegluga Przybrzeżna“ in Danzig fusioniert. Es bediente die gesamte polnische Küste, einschließlich Hafengewässern, Haffgebieten und angrenzenden Wasserstraßen.
Im Jahr 1956 wurde die Küstenschifffahrt mit der Binnenschifffahrt zusammengelegt. In Danzig gab es eine Niederlassung der „Bydgoska Żegluga na Wiśle“, die auf den Flussgüterverkehr spezialisiert war. Im folgenden Jahr wurden die Żegluga Gdańska und ein ähnliches Unternehmen in Stettin neu gegründet. Sie betrieb regelmäßige Passagier- und Frachtschifffahrt auf den Gewässern der Danziger Bucht, des Frischen Haffs und im Binnenland. Es verfügte über Passagierschiffe, Schlepper und Lastkähne.
Nach 1989 waren wirtschaftliche Schwierigkeiten für eine Aufspaltung in private Unternehmen verantwortlich. Die „Żegluga spółka z o.o. Przedsiębiorstwo Usług Morskich“ übernahm die Passagierdienste und die „Przedsiębiorstwo Państwowe Żegluga Gdańska“ den Gütertransport.
Am 1. Juli 1996 wurde das Unternehmen „Żegluga Gdańska z o.o.“ mit Sitz Danzig neu formiert. Als größter polnischer Reeder in der Küstenschifffahrt bietet es Passagier- und Frachtdienste in der Dreistadt, an Küste, im Frischen Haff sowie von Ustka und Darłowo nach Bornholm. Es gab auch Butterfahrten von Gdynia nach Baltijsk (Балтийск; deutsch Pillau) in der russischen Oblast Kaliningrad.

## Schiffe
- 04 Katamarane Typ KP-2 (je 450 Passagiere)
- 10 Passagierschiffe (40–275 Passagiere)
- 01 Schlepper
- 03 Frachtschiffe